# Campeonato Mundial de Ciclismo en Ruta de 1961
Los Campeonatos del mundo de ciclismo en ruta de 1961 se celebró en la localidad suiza de Berna entre el 2 y 3 de septiembre de 1961. La prueba de ruta femenina se realizó en Douglas (Reino Unido).

## Resultados
| Evento                     | Oro                       | Oro            | Plata                    | Plata | Bronce                   | Bronce |
| -------------------------- | ------------------------- | -------------- | ------------------------ | ----- | ------------------------ | ------ |
| Pruebas masculinas         |                           |                |                          |       |                          |        |
| Hombres - carrera en línea | Rik Van Looy · Bélgica    | 7 h 46 min 35s | Nino Defilippis · Italia | m.t.  | Raymond Poulidor Francia | m.t.   |
| Amateur - carrera en línea | Jean Jourden Francia      | 4h 49' 54"     | Henri Belena Francia     | m.t.  | Jacques Gestraud Francia | + 22"  |
| Pruebas femeninas          |                           |                |                          |       |                          |        |
| Mujeres - carrera en línea | Yvonne Reynders · Bélgica | -              | Beryl Burton Reino Unido | -     | Elsy Jacobs Luxemburgo   | -      |